# Tatsurō Suwa
Tatsurō Suwa (諏訪 達郎, Suwa Tatsurō, né le 17 août 1994) est un athlète japonais, spécialiste du sprint.
Le 8 mai 2011, il court le 200 m en 21 s 07 à Ise. Il remporte le titre du relais 4 x 100 m lors de l'Universiade de 2015 à Gwangju, avec ses coéquipiers Kazuma Ōseto, Takuya Nagata et Kōtarō Taniguchi en 39 s 08.